# The Royal Opera

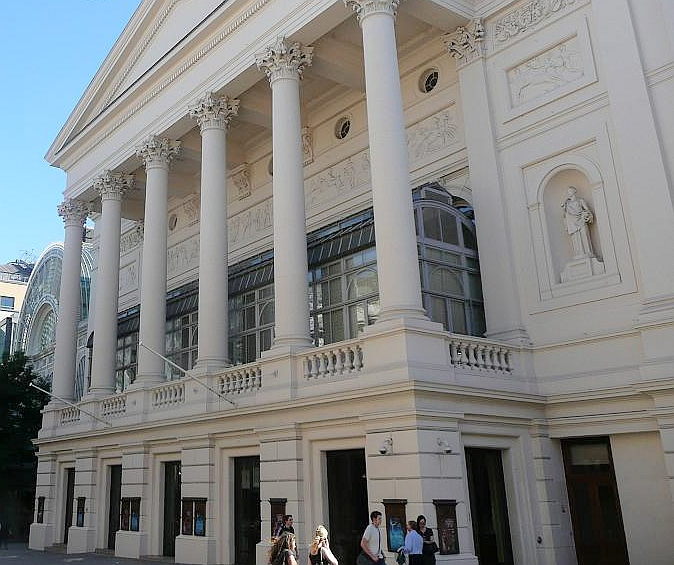
A Royal Opera house, sede da Royal Opera

The Royal Opera é uma companhia sediada em Londres, localizada na Royal Opera House, Covent Garden. Juntamente com a English National Opera, é uma das duas principais companhias de ópera de Londres. Fundada em 1946 como a Covent Garden Opera Company, foi assim conhecida até 1968. A companhia trouxe longas temporadas anuais e gestões consistentes para uma casa que tinha anteriormente hospedado curtas temporadas sob a direção de diversos empresários. Desde a sua criação, compartilha a Royal Opera House com a companhia de dança conhecida como The Royal Ballet.
Quando a companhia foi formada, a sua política foi a de executar todas as obras em inglês, mas, desde o final da década de 1950, a maioria das óperas são realizadas em seu idioma original. Desde o início, os artistas são compostos por britânicos e convidados internacionais, mas incentivar as carreiras de cantores internos foi uma constante política dos primeiros anos. Entre os muitos artistas convidados estão Maria Callas, Plácido Domingo, Kirsten Flagstad, Hans Hotter, Birgit Nilsson, Luciano Pavarotti e Elisabeth Schwarzkopf. Entre os que alcançaram projeção internacional, vindos da companhia, estão Geraint Evans, Joan Sutherland, Kiri Te Kanawa e Jon Vickers.
O crescimento da companhia sob a direção de David Webster a partir de um início modesto até ser uma das maiores casas de ópera do mundo foi reconhecida pela concessão do título de "The Royal Opera", em 1968. Com o sucessor de Webster, John Tooley, nomeado em 1970, a Royal Opera prosperou, mas, após sua aposentadoria, em 1988, seguiu-se um período de instabilidade e a Royal Opera House foi fechada para reconstrução e restauração, entre 1997 e 1999. O século XXI tem visto uma estável administração.
A empresa possuiu seis diretores musicais, desde a sua criação: Karl Rankl, Rafael Kubelík, Georg Solti, Colin Davis, Bernard Haitink e Antonio Pappano.